# Westendorf (Ostallgäu járás)
Westendorf település Németországban, azon belül Bajorországban. Lakosainak száma 1953 fő (2023. december 31.).

## Népesség
A település népessége az elmúlt években az alábbi módon változott:
| Lakosok száma | 292  | 583  | 642  | 1389 | 1809 | 1856 | 1822 | 1804 | 1853 | 1953 |
|               | 1875 | 1950 | 1975 | 1987 | 2012 | 2014 | 2016 | 2017 | 2021 | 2023 |